# Seleção Butanesa de Futebol
A Seleção Butanesa de Futebol representa o Butão nas competições de futebol da FIFA. O time é controlado pela Federação de Futebol do Butão fundada em 1983. Filiou-se à FIFA em 2000, sendo um dos mais novos membros da entidade. Disputa suas partidas como mandante no Changlimithang Stadium, com capacidade máxima para 15.000 pessoas.
Até 2015, sua melhor colocação no ranking da FIFA havia sido um 187º lugar, alcançado após chegarem à semifinal da Copa da SAFF de 2008. Desde então, Butão desceu até chegar ao último lugar, em dezembro de 2012, junto a San Marino e Turks e Caicos, os três em 207º. A equipe caiu para 208º após a entrada do Sudão do Sul em 2014 e chegaram à 209ª posição, como a única seleção sem pontos, após San Marino empatar sem gols com a Estônia. Mas, depois de ganhar duas vezes de Sri Lanka durante a primeira fase das Eliminatórias para a Copa do Mundo de 2018, Butão chegou a sua mais alta posição no ranking da FIFA em toda a sua história: 163º em abril de 2015, e chegando a 159º em junho do mesmo ano.

## História

### Anos 1980 - O começo
A entrada de Butão no cenário internacional foi tarde, com o país disputando sua primeira partida em 1982, uma derrota de 3-1 para o Nepal pela ANFA Cup, apesar de haver registros indicando que uma equipe representando a nação viajou para o Nepal oito anos antes e venceu a Shripanch Mahendra Gold Cup, não estando claro se esse torneio era entre seleções ou clubes. Eles também jogaram contra o time do Exército de Kunming, cidade chinesa, perdendo por 3-1. Os nomes daqueles que marcaram por Butão nesses jogos não foram registrados, sendo desconhecido quem fez o primeiro gol da história da seleção.[carece de fontes?] Nesse ano, a equipe foi organizada sem haver um campeonato nacional no país, que só surgiria quatro anos depois.

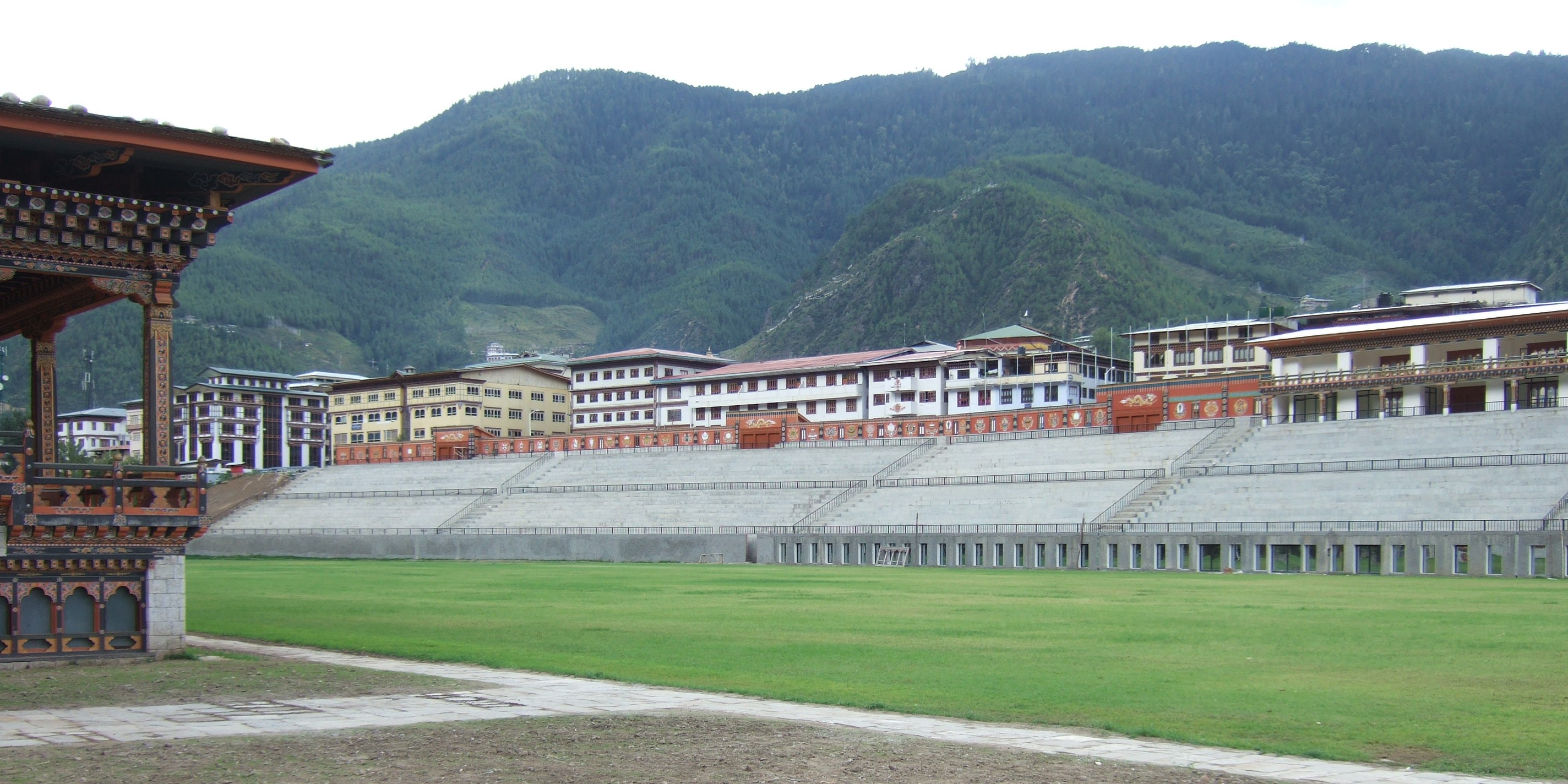
Changlimithang Stadium, onde o Butão disputa suas partidas.

Apesar disso, Butão continuou enviando equipes para os Jogos Sul-Asiáticos. Eles jogaram na edição de 1984, mas perderam os três jogos que disputaram: 2-0 para Bangladesh, 5-0 para os anfitriões e futuros vencedores do Nepal e 1-0 para as Ilhas Maldivas, terminando em último entre as quatro nações participantes. Não se sabe se houve uma partida pelo terceiro lugar entre Maldivas e Butão mas, se houve, o resultado é desconhecido.[carece de fontes?]
Butão enviou uma seleção para a edição de 1985 dos Jogos Sul-Asiáticos em Bangladesh. Os resultados foram como no ano anterior. O time caiu no grupo B com Índia e Nepal. Eles perderam a primeira partida por pouco, 1-0 contra o Nepal, e foram derrotados por 3-0 pelos futuros campeões indianos, ficando em último lugar do grupo sem avançar para a próxima fase.[carece de fontes?]
A seleção butanesa não jogou nenhuma partida nos dois anos seguintes, uma vez que os Jogos Sul-Asiáticos se tornaram bienais, e quando a competição chegou, uma equipe foi novamente enviada para lá, na edição de 1987 sediada em Kolkata na Índia. Caindo no grupo B novamente, com Nepal e Bangladesh, perderam todas as suas partidas de novo: 3-0 para Bangladesh e 6-2 para o Nepal. Os dois gols da última partida encerraram um período de cinco anos sem marcar.[carece de fontes?]

### Anos 1990
Apesar do estabelecimento de uma liga nacional em 1986,[carece de fontes?] e da FBF ter sido aceita como membro da AFC em 1994, Butão não disputou nenhuma partida desde a derrota para o Nepal, em 1987, até 1999, perdendo quatro edições dos Jogos Sul-Asiáticos e voltando apenas na edição de 1999.[carece de fontes?]
A sua saída do cenário internacional não resultou em nenhuma melhoria no padrão de jogo, mesmo com a existência de um campeonato nacional nas últimas quatro temporadas. O primeiro jogo contra o Nepal resultou numa desastrosa derrota por 7-0. O time já estava perdendo por 3-0 nos primeiro vinte minutos, com dois gols de Hari Khadka. Na segunda partida, a derrota foi por 3-0 para a Índia. Fora da competição, Butão enfrentou Paquistão e tiveram sua melhor performance no torneio. Dinesh Chhetri abriu o placar para Butão aos vinte minutos, mas na segunda etapa o Paquistão virou com dois gols de Haroon Yousaf.[carece de fontes?]

### Anos 2000 - A estreia internacional
Na virada do século, depois de passar a maior parte das duas últimas décadas competindo apenas contra times do sul da Ásia, Butão fez sua primeira partida internacional em um maior nível continental, competindo nas eliminatórias para a Copa da Ásia de 2000. Este torneio acabou sendo um dos pontos mais baixos da história da seleção assumidamente montada às pressas. A derrota para o Nepal na estreia por 3-0 não foi uma surpresa, já que Butão nunca havia conseguido um bom resultado contra seus vizinhos do Himalaia, e tendo, naquela época, marcado apenas um gol contra eles na ANFA Cup em 1982. Quatro dias depois, eles enfrentaram o Kuwait e foram derrotados por 20-0.[carece de fontes?] Sete dos dez jogadores de linha do Kuwait marcaram gols, incluindo Bashar Abdullah, com oito tentos, e Jassem Al-Houwaidi com cinco. Butão foi seriamente prejudicado pelos seus anos sem adversários mais competitivos, mas o time não se ajudou ao cometer quatro pênaltis e ter dois jogadores expulsos. Esta derrota foi um recorde mundial entre seleções nacionais, apesar de 14 dias depois a Austrália bater Tonga por 22-0. Derrotas pesadas se seguiram, com uma goleada de 8-0 para o Turcomenistão e outra por 11-2 para o Iêmen. Seguindo estes resultados, a Federação Butanesa de Futebol foi admitida como o 204º membro da FIFA.

### 2002: A outra final
Na mesma data da final da Copa de 2002 entre Alemanha e Brasil, foi disputada uma partida entre as duas últimas seleções do ranking da FIFA da época: Butão (que, na época, ocupava o 202º lugar do ranking) e Montserrat (na época, o 203º colocado) disputaram o título de pior seleção do mundo, em um jogo conhecido como "A outra final". O amistoso, organizado por uma empresa holandesa, foi filmado e transformado em um documentário, dirigido por Johan Kramer. Realizado no Butão, o jogo terminou 4 a 0 para a seleção butanesa.

### 2003 - 2005
Apesar da vitória memorável, Butão não foi capaz de carregar o bom desempenho em partidas competitivas. Mesmo com o dinheiro que a federação recebia como membro da FIFA, ainda havia poucos recursos para os jogadores, mesmo para aqueles que jogavam pela seleção nacional. Jogadores desempregados fora do futebol tinham de sobreviver com um subsídio da federação de apenas Nu3 a Nu5.500 por mês, e não havia técnicos no país certificados internacionalmente, apenas amadores ou professores escolares. Não foi uma surpresa que Butão tenha perdido seus três jogos na SAFF Gold Cup de 2003, sendo batidos por 6-0 pelas Ilhas Maldivas, 2-0 para o Nepal e 3-0 para os anfitriões do Bangladesh, retornando para casa em último lugar do grupo e sem marcar nenhum gol.[carece de fontes?]
Na primeira fase das eliminatórias para a Copa da Ásia de 2004, os butaneses levaram vantagem ao sediar os jogos do Grupo F. Eles caíram com Guam e Mongólia, dois times ranqueados muito mais perto deles do que a maioria de seus adversários anteriores. A campanha começou com uma vitória impressionante de 6-0 sobre Guam e foi seguida de um empate de 0-0 com a Mongólia, ficando em primeiro no grupo e avançando para a fase seguinte.[carece de fontes?] A vitória sobre Guam foi a maior vitória de Butão na história e os dois jogos da primeira fase foi a maior série sem derrotas do time até 2014. Na fase seguinte, entretanto, eles caíram em um grupo muito mais complicado, com Arábia Saudita, Indonésia e Iêmen. Ao encarar adversários mais fortes, Butão perdeu os seis jogos que disputou e não marcou um único gol. A série de derrotas continuou na SAFF Gold Cup de 2005, na qual eles novamente retornaram para casa sem vitória, perdendo por 3-0 para Bangladesh e Índia e por 3-1 para o Nepal, com Bikash Pradhan marcando o único gol de Butão no campeonato.[carece de fontes?]

### 2006 - 2010
Os três anos seguintes mostrariam uma evolução de Butão. Ao jogar na primeira AFC Challenge Cup, em 2006, Butão sofreu derrotas magras para Nepal, 2-0, e Sri Lanka, 1-0, antes de segurar um empate de 0-0 contra Brunei.[carece de fontes?] Apesar de não ter conseguido marcar um gol sequer e ser eliminado da competição, o empate contra Brunei foi seu primeiro resultado positivo em quase três anos, após um empate sem gols com a Mongólia, e encerrou uma série de 11 derrotas sucessivas. O time não jogou nenhuma partida internacional durante os dois anos seguintes, aparecendo novamente na AFC Challenge Cup de 2008. Sua performance no torneio foi similar à da edição anterior, começando com uma derrota por 3-1 para o Tajiquistão, com gol de Passang Tshering. Butão se recuperou no jogo seguinte, empatando em 1-1 com Brunei, com Nawang Dendhup dando a vantagem de 1-0 ao Butão até os 31 minutos do segundo tempo. A derrota por 3-0 contra as Filipinas no último jogo do grupo confirmou que, novamente, Butão não prosseguiria na competição. No entanto, os dois gols marcados por eles e o empate conseguido fez com que eles terminassem em terceiro no grupo, a frente de Brunei.
Butão manteve os resultados positivos dos últimos torneios quando foram participar da Copa da SAFF de 2008. Um gol de Nima Sangay foi o suficiente para a vitória no jogo inicial contra Bangladesh. Eles escorregaram contra o Sri Lanka, perdendo por 2-0, mas se recuperaram no jogo final contra o Afeganistão, vencendo por 3-1, com dois gols de Yeshey Gyeltshen e outro de Yeshey Dorji. Sri Lanka bateu Bangladesh no outro jogo final do grupo, deixando Butão em segundo no grupo e classificando o time para o mata-mata do torneio pela primeira vez na história. Na semifinal contra a Índia, eles abriram o placar com um gol de Kinley Dorji aos 18 minutos. Ainda no primeiro tempo, Sunil Chhetri empatou. O jogo foi para a prorrogação para, nos acréscimos do segundo tempo, Gouramangi Singh marcar o gol que decretou a vitória dos indianos, encerrando ali a então melhor campanha de Butão em uma competição.[carece de fontes?]
Infelizmente, a equipe não conseguiu repetir os bons resultados alcançados em 2008. Sua derrota para a Índia foi o início da mais longa série de derrotas em sua história, chegando a 19 jogos em 2014. As eliminatórias para a AFC Challenge Cup de 2010 começou com uma derrota simples para as Filipinas por 1-0, mas depois vieram as goleadas de 7-0 para o Turcomenistão e 5-0 para as Ilhas Maldivas, encerrando sem pontos e sem um único gol. Um gol de Passang Tshering serviu de consolação em um amistoso perdido para o Nepal que não encerrou a série de derrotas, antes de uma Copa da SAFF desastrosa, na qual eles perderam por 4-1 para Bangladesh (com gol de Nawang Dendhup), 6-0 para o Sri Lanka e 7-0 para o Paquistão.[carece de fontes?]
Retiraram-se da disputa das eliminatórias asiáticas para a Copa de 2010, pois o seu estádio não atendia aos padrões da FIFA para a disputa de uma partida eliminatória e as reformas não ficariam prontas em tempo para o jogo contra o Kuwait.

### 2011 - atualmente
A seleção se afastou do futebol internacional pelos dois anos seguintes, voltando a jogar em duas partidas amistosas contra Nepal na preparação para a AFC Challenge Cup de 2012. Os dois jogos resultaram em derrotas, por 1-0 e 2-1. As eliminatórias para a competição praticamente terminaram antes de começar. Ao invés de ser sorteado em um grupo, o processo de qualificação foi mudado de modo que os oito piores times jogariam duas partidas ida e volta de play-off. Talvez o fato de Butão ter jogado as duas partidas fora (ambas em Gurgaon, Índia) possa ter atrapalhado. Contudo, um hat-trick de Siqiq Walizada no primeiro jogo, deixando o Afeganistão com a vantagem dos três gols fez o segundo encontro, no qual o Afeganistão venceu por 2-0, irrelevante. 

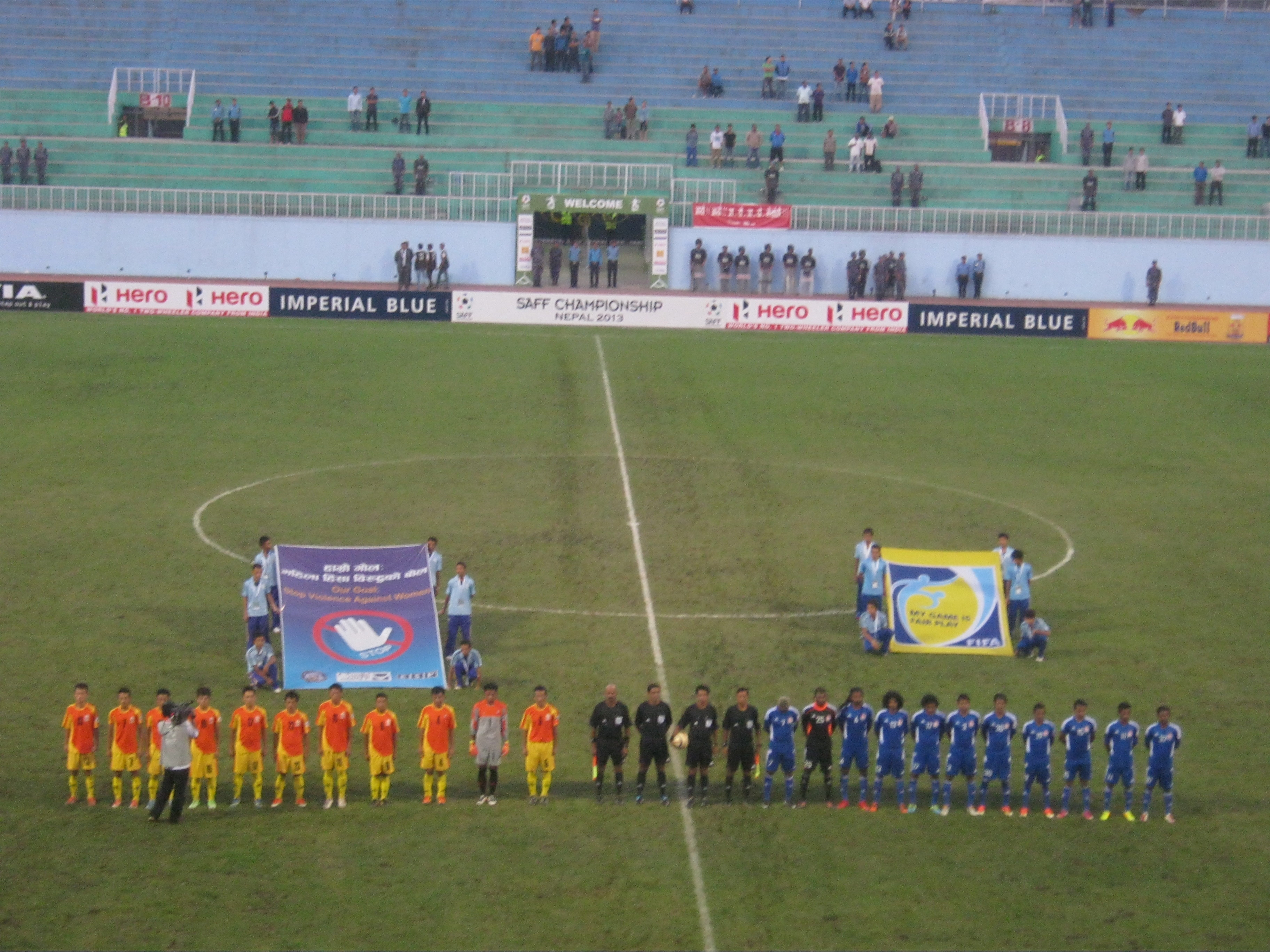
Butão x Ilhas Maldivas durante a Copa da SAFF de 2013.

 O ano decepcionante piorou com três derrotas na Copa da SAFF: 3-0 para o Sri Lanka, 5-0 para a Índia e 8-1 para o Afeganistão (gol de Chencho Gyeltshen).[carece de fontes?]
O time jogou apenas uma partida em 2012, uma derrota de 2-0 para a Tailândia, antes de participar da Copa da SAFF de 2013. Este torneio teve um resultado praticamente idêntico ao da última edição. A seleção começou perdendo de 3-0 para o Afeganistão, depois foi goleada por 8-2 para as Ilhas Maldivas, mesmo ganhando por 2-1 no primeiro tempo, para terminar com mais uma derrota para o Sri Lanka.[carece de fontes?] Uma das razões sugeridas para a decadência de Butão foi a quantidade de dinheiro disponível para os jogadores, mesmo para aqueles que jogavam pelo país. Yeshey Dorji, um dos melhores jogadores do país, anunciou sua aposentadoria após a Copa da SAFF de 2013, dizendo que não era possível viver só do futebol. A Federação Butanesa havi deixado de pagar os Nu 4.000 por mês que os futebolistas da seleção recebiam, e embora o dinheiro estivesse sendo gasto nos campos de grama, mais precisava ser feito pela seleção, uma vez que o então treinador Kazunori Ohara percebeu que quando os jogadores passavam da idade escolar, eles deixavam o futebol completamente.
Butão fez sua primeira tentativa para se classificar para uma Copa do Mundo entrando para as eliminatórias asiáticas da Copa do Mundo de 2018 contra Sri Lanka na primeira fase. Na preparação para os dois jogos, para aumentar a qualidade geral do futebol do país e atrair mais jogadores, a Federação Butanesa de Futebol ofereceu um salário mensal de Ng 10.000 para todos os jogadores da seleção que já não estivessem recebendo bolsa da própria federação.
Sri Lanka era a segunda mais bem colocada seleção entre as 12 piores da Ásia escolhidas para disputar duas partidas, ida e volta, de play-off, enquanto Butão permanecia na última colocação do ranking da FIFA. Os jogadores butaneses treinaram juntos durante um mês na Tailândia para se acostumar ao clima de Colombo, cidade do primeiro jogo. Os cingaleses planejaram o placar de 4-0 e um ex-capitão do time afirmou que "jogar contra Butão não é muito útil, mesmo que seja para adquirir experiência". Contudo, Tshering Dorji contrariou as expectativas e deu a vitória à Butão por 1-0, depois de um jogo mais equilibrado do que se esperava. Na volta, no Changlimithang Stadium em Thimphu, Chencho Gyeltshen, o único jogador profissional do grupo, abriu o placar para os donos da casa. Antes do intervalo Sri Lanka empatou. O resultado fazia Butão avançar de fase, mas, aos 45 minutos do segundo tempo, Sri Lanka teve a melhor chance para virar o jogo e passar dos play-offs pela regra do gol fora de casa. A bola foi na trave e no contra-ataque Chencho Gyeltshen marcou seu segundo gol no jogo e levou Butão para a próxima etapa das eliminatórias para a Copa do Mundo em sua primeira participação no torneio.
Depois de eliminarem Sri Lanka, Butão avançou para a segunda fase das eliminatórias da AFC, caindo no Grupo C junto com China, Catar, Hong Kong e Ilhas Maldivas. O Butão perdeu todos os 8 jogos do grupo , fez apenas 5 gols e sofreu 52 , terminando a sua participação na segunda fase em último do grupo e com um saldo de  - 47 gols.

## Uniforme
Casa
| 2002 | 2014 | 2015– |

Fora
| 2002 | 2014 | 2015– |

## Estatísticas

### Desempenho em competições oficiais

#### Copa do Mundo
| Copa do Mundo FIFA | Copa do Mundo FIFA | Copa do Mundo FIFA | Copa do Mundo FIFA | Copa do Mundo FIFA | Copa do Mundo FIFA | Copa do Mundo FIFA | Copa do Mundo FIFA | Copa do Mundo FIFA |
| Países / Ano       | Resultado          | J                  | V                  | E*                 | D                  | GP                 | GC                 |                    |
| ------------------ | ------------------ | ------------------ | ------------------ | ------------------ | ------------------ | ------------------ | ------------------ | ------------------ |
| 2006               | Não entrou         | Não entrou         | Não entrou         | Não entrou         | Não entrou         | Não entrou         | Não entrou         | Não entrou         |
| 2010               | Desistiu           | Desistiu           | Desistiu           | Desistiu           | Desistiu           | Desistiu           | Desistiu           | Desistiu           |
| 2014               | Não entrou         | Não entrou         | Não entrou         | Não entrou         | Não entrou         | Não entrou         | Não entrou         | Não entrou         |
| 2018               | Não se classificou | Não se classificou | Não se classificou | Não se classificou | Não se classificou | Não se classificou | Não se classificou | Não se classificou |
| Total              |                    | 0                  | 0                  | 0                  | 0                  | 0                  | 0                  |                    |

#### Copa da Ásia
| Copa da Ásia  | Copa da Ásia       | Copa da Ásia | Copa da Ásia | Copa da Ásia | Copa da Ásia | Copa da Ásia | Copa da Ásia | Copa da Ásia |
| Países / Ano  | Resultado          | J            | V            | E*           | D            | GP           | GC           |              |
| ------------- | ------------------ | ------------ | ------------ | ------------ | ------------ | ------------ | ------------ | ------------ |
| 1956 até 1996 | Não entrou         | -            | -            | -            | -            | -            | -            |              |
| 2000          | Não se classificou | -            | -            | -            | -            | -            | -            |              |
| 2004          | Não se classificou | -            | -            | -            | -            | -            | -            |              |
| 2007 até 2015 | Não entrou         | -            | -            | -            | -            | -            | -            |              |
| Total         |                    | 0            | 0            | 0            | 0            | 0            | 0            |              |

#### Copa da SAFF
| South Asian Football Federation Cup | South Asian Football Federation Cup | South Asian Football Federation Cup | South Asian Football Federation Cup | South Asian Football Federation Cup | South Asian Football Federation Cup | South Asian Football Federation Cup | South Asian Football Federation Cup | South Asian Football Federation Cup |
| Hosts / Year                        | Result                              | GP                                  | W                                   | D*                                  | L                                   | GS                                  | GA                                  |                                     |
| ----------------------------------- | ----------------------------------- | ----------------------------------- | ----------------------------------- | ----------------------------------- | ----------------------------------- | ----------------------------------- | ----------------------------------- | ----------------------------------- |
| 1993 até 1999                       | Não entrou                          | -                                   | -                                   | -                                   | -                                   | -                                   | -                                   |                                     |
| 2003                                | Fase de grupos                      | 3                                   | 0                                   | 0                                   | 3                                   | 0                                   | 11                                  |                                     |
| 2005                                | Fase de grupos                      | 3                                   | 0                                   | 0                                   | 3                                   | 1                                   | 9                                   |                                     |
| 2008                                | Semifinal                           | 4                                   | 1                                   | 1                                   | 2                                   | 5                                   | 6                                   |                                     |
| 2009                                | Fase de Grupos                      | 3                                   | 0                                   | 0                                   | 3                                   | 0                                   | 17                                  |                                     |
| 2011                                | Fase de Grupos                      | 3                                   | 0                                   | 0                                   | 3                                   | 0                                   | 16                                  |                                     |
| 2013                                | Fase de Grupos                      | 3                                   | 0                                   | 0                                   | 3                                   | 4                                   | 16                                  |                                     |
| 2015                                | Fase de grupos                      | 3                                   | 0                                   | 0                                   | 3                                   | 1                                   | 9                                   |                                     |
| Total                               |                                     | 22                                  | 1                                   | 1                                   | 20                                  | 7                                   | 84                                  |                                     |

#### AFC Challenge Cup
| AFC Challenge Cup | AFC Challenge Cup  | AFC Challenge Cup | AFC Challenge Cup | AFC Challenge Cup | AFC Challenge Cup | AFC Challenge Cup | AFC Challenge Cup | AFC Challenge Cup |
| Países / Ano      | Resultados         | J                 | V                 | E*                | D                 | GP                | GC                |                   |
| ----------------- | ------------------ | ----------------- | ----------------- | ----------------- | ----------------- | ----------------- | ----------------- | ----------------- |
| 2006              | Fase de grupos     | 3                 | 0                 | 1                 | 2                 | 0                 | 3                 |                   |
| 2008              | Não se classificou | -                 | -                 | -                 | -                 | -                 | -                 |                   |
| 2010              | Não se classificou | -                 | -                 | -                 | -                 | -                 | -                 |                   |
| 2012              | Não se classificou | -                 | -                 | -                 | -                 | -                 | -                 |                   |
| 2014              | Não entrou         | -                 | -                 | -                 | -                 | -                 | -                 |                   |
| Total             |                    | 3                 | 0                 | 1                 | 2                 | 0                 | 3                 |                   |

*Empates incluem partidas decididas nos pênaltis.

## Recordes
- Atualizado até 8 de setembro de 2024[26]

Jogadores em negrito ainda em atividade pela Seleção Butanesa.
| #  | Nome                   | Partidas | Gols | Período na seleção |
| -- | ---------------------- | -------- | ---- | ------------------ |
| 1  | Chencho Gyeltshen      | 46       | 13   | 2011–              |
| 2  | Karma Shedrup Tshering | 39       | 1    | 2011–              |
| 3  | Passang Tshering       | 36       | 5    | 2003–2015          |
| 4  | Hari Gurung            | 32       | 0    | 2009–              |
| 5  | Pema Dorji             | 31       | 0    | 2003–2013          |
| 5  | Tshering Dorji         | 31       | 5    | 2011–2019          |
| 7  | Jigme Tshering Dorji   | 29       | 1    | 2011–2019          |
| 8  | Nawang Dhendup         | 27       | 2    | 2003–2011          |
| 8  | Kinley Dorji           | 27       | 1    | 2002–2011          |
| 10 | Nima Wangdi            | 26       | 0    | 2016–              |

| # | Nome              | Gols | Partidas | Média por jogo | Período na seleção |
| - | ----------------- | ---- | -------- | -------------- | ------------------ |
| 1 | Chencho Gyeltshen | 13   | 46       | 0.28           | 2011–              |
| 2 | Wangay Dorji      | 5    | 14       | 0.36           | 2002–2008          |
| 2 | Tshering Dorji    | 5    | 31       | 0.16           | 2011–2019          |
| 2 | Passang Tshering  | 5    | 36       | 0.14           | 2003–2015          |
| 5 | Dinesh Chhetri    | 2    | 11       | 0.18           | 2002–2003          |
| 5 | Nawang Dhendup    | 2    | 27       | 0.07           | 2003–2011          |

## Treinadores
| - Kang Byung-Chan (2000–2002) - Yoo Kee-Heung (2002) - Arie Schans (2002–2003) - Henk Walk (2003) - Kharga Basnet (2003–2008) | - Koji Gyotoku (2008–2010) - Hiroaki Matsuyama (2010–2012) - Kazunori Ohara (2012–2014) - Chokey Nima (2015) - Norio Tsukitate (2015) | - Pema Dorji (2015–2018) - Trevor James Morgan (2018) - Pema Dorji (2019–2023) - Kim Tae-in (2024) - Atsushi Nakamura (2024–) |